# Rosifax sabuletorum
Rosifax sabuletorum är en amarantväxtart som beskrevs av C. C. Towns. Rosifax sabuletorum ingår i släktet Rosifax och familjen amarantväxter. Inga underarter finns listade i Catalogue of Life.